# Angel (Aretha Franklin)
Angel è una ballata soul della cantante statunitense Aretha Franklin. La canzone fu scritta dalla sorella di Aretha, Carolyn e da Sonny Saunders, per la produzione di Quincy Jones. Fu originariamente inserita nell'album Hey Now Hey (The Other Side of the Sky) e pubblicata come singolo nel giugno 1973. Raggiunse la vetta della classifica R&B, dove rimase per due settimane, ottenendo anche la ventesima posizione della Billboard Hot 100.

## Tracce
1. Angel – 3:34
2. Sister from Texas – 3:08

## Classifiche
| Classifica (1973) | Posizione massima |
| ----------------- | ----------------- |
| Regno Unito       | 37                |
| Stati Uniti       | 20                |
| Stati Uniti (R&B) | 1                 |

## La cover dei Simply Red
Nel 1996 il gruppo musicale britannico Simply Red incise una cover del brano, con la collaborazione non accreditata dei Fugees, per la loro prima raccolta Greatest Hits. La traccia fu pubblicata come singolo e raggiunse la quarta posizione della Official Singles Chart. Venne inoltre utilizzata per la colonna sonora del film Set It Off - Farsi notare.

### Tracce
1. Angel (Simply Red Mix) – 4:00
2. Angel (Mousse T. Soul Mix) – 4:06
3. Angel (Soundtrack Version) – 3:39
4. Angel (Wonderous Angel Dub) – 3:59
5. Angel (Rubbadubb Mix) – 4:06

### Classifiche
| Classifica (1996)        | Posizione massima |
| ------------------------ | ----------------- |
| Belgio (Fiandre)         | 62                |
| Germania                 | 71                |
| Irlanda                  | 23                |
| Italia                   | 14                |
| Nuova Zelanda            | 11                |
| Regno Unito              | 4                 |
| Regno Unito (R&B)        | 1                 |
| Stati Uniti (dance club) | 6                 |

## Altre cover
- Kokomo - Kokomo  (1975)
- Cassandra Wilson - She Who Weeps (1991)
- Nel 2012, Christine Anu per il suo album di cover Rewind: The Aretha Franklin Songbook.